# Texas blues

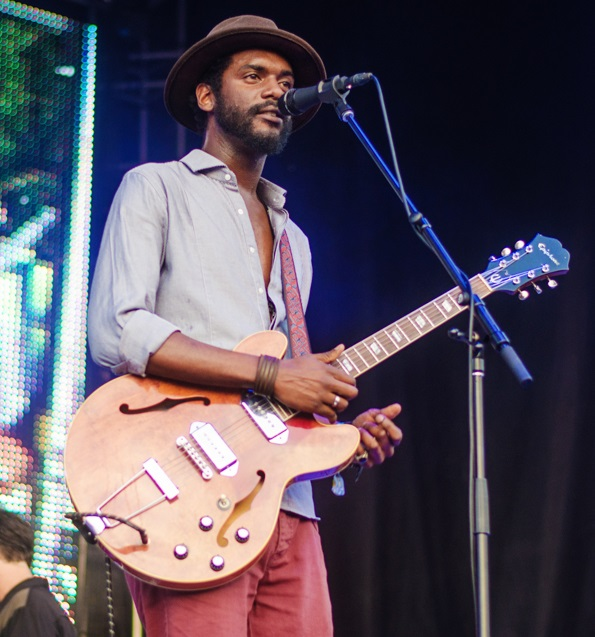
Chanteur de Texas Blues

Le Texas blues est une forme de blues développé au Texas dont le style a connu plusieurs variations mais qui est typiquement joué avec plus de swing que les autres formes de blues

## Historique

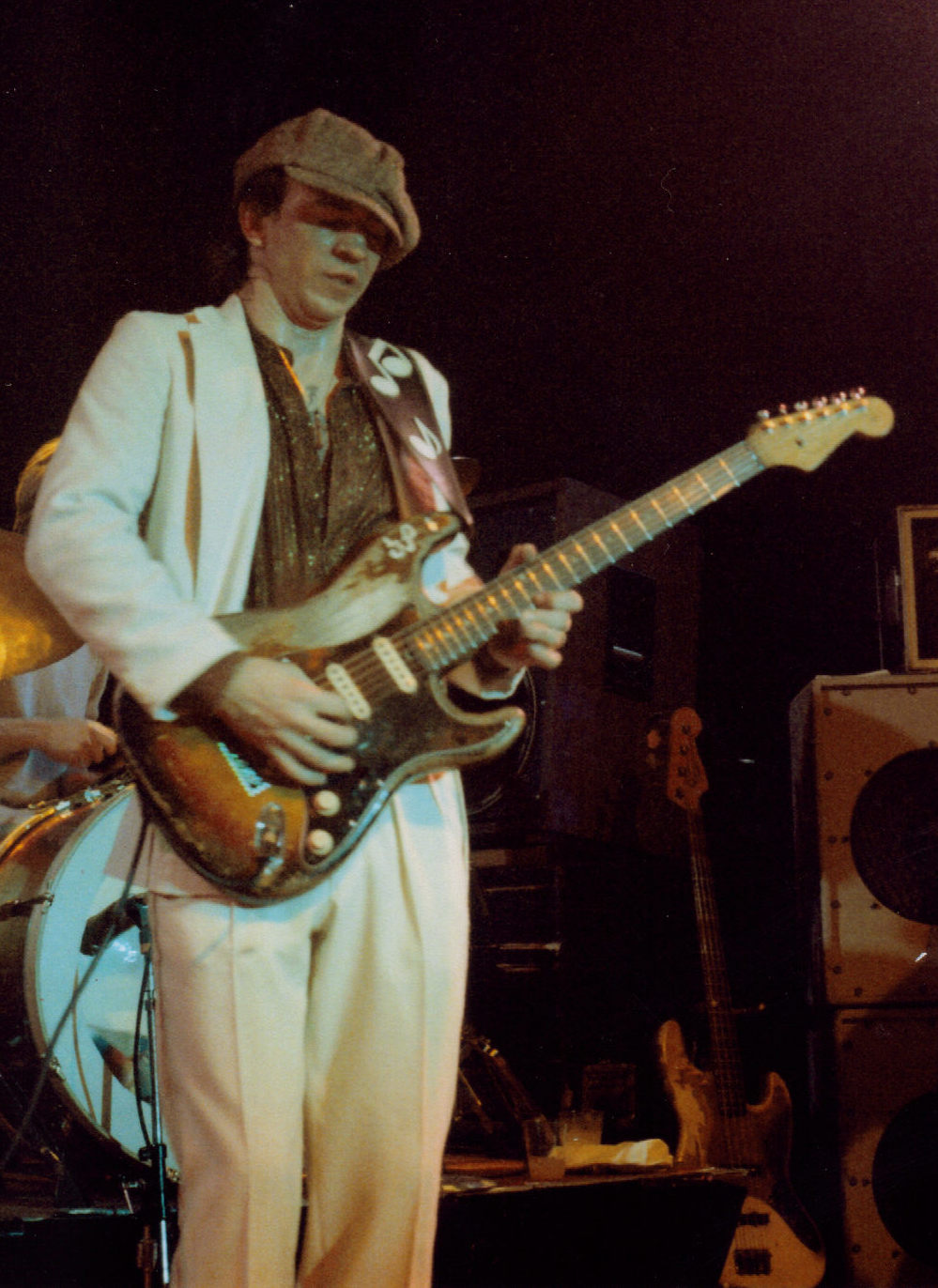
Stevie Ray Vaughan & Double Trouble au Ritz Theater à Austin, Texas le 18 mars 1983.

Le Texas blues est apparu au début des années 1960 parmi les ouvriers noirs américains qui travaillaient dans les gisements de pétrole, les ranches ou dans les exploitations forestières.
Dans les années 1920, Blind Lemon Jefferson met en place le style en utilisant des improvisations proches du jazz ainsi que l'accompagnement à la guitare joué sur une seule corde. L'influence de Jefferson pose les bases de ce nouveau style et inspire les musiciens qui lui succèdent, comme Lightnin' Hopkins ou T-Bone Walker.
Au cours de la Grande Dépression des années 1930, de nombreux bluesmen se rapprochent des villes comme Galveston, Houston et Dallas.  C'est à partir de ces villes qu'une nouvelle vague de grands musiciens apparaît parmi lesquels on trouve le guitariste slide et chanteur de gospel Blind Willie Johnson et la célèbre chanteuse Big Mama Thornton. Duke Records et Peacock Records sont les labels les plus importants de ce courant.
Dans les années 1960, l'industrie de la musique se déplace vers le nord réduisant ainsi l'importance du Texas dans la scène blues. Ce déclin est de courte durée puisque dès la décennie suivante un nouveau son plus blues rock est introduit par des groupes comme ZZ Top et les Fabulous Thunderbirds. Ceci prépare le renouveau des années 1980 avec l'arrivée de Stevie Ray Vaughan et de Johnny Winter, faisant d'Austin la capitale du blues au Texas.

## Musiciens de Texas blues
- Charles Brown
- Louis Jordan
- Leroy Carr
- Peetie Wheatstraw
- Charley Patton
- Albert Collins
- The Fabulous Thunderbirds
- Lightnin' Hopkins
- Blind Lemon Jefferson
- Candie Kane
- Freddie King
- Jimmie Vaughan
- Stevie Ray Vaughan
- Mance Lipscomb
- T-Bone Walker
- Tony Vega Band
- Wes Jeans
- Johnny Winter
- Tracy Conover
- ZZ Top
- Van Wilks
- Walter Trout
- U.P Wilson

• Rocky Athas